# Pottia pellata
Pottia pellata là một loài Rêu trong họ Pottiaceae. Loài này được (Schimp.) Broth. miêu tả khoa học đầu tiên năm 1902.